# Casluah
Els caslúah o casluahïtes van ser un antic poble egipci esmentat a la Bíblia. Segons Gènesi 10:14 i Cròniques 1:12 eren descendents de Misraim (Egipte), fill de Cam, iniciador dels filisteus, i net de Noè.
La forma egípcia del seu nom es conserva en les inscripcions del Temple de Kom Ombo de la regió del Kasluhet. La tradició conservada per Saadia Gaon situada a la terra dels Casluah, a la regió del nord de Said, el nom donat pels mamelucs i sota l'Imperi Otomà a l'Alt Egipte. En arameu la regió s'anomena Pentpolitai que procedeix del grec Cirenaica, que concretament es refereix a una regió del nord-oest. Aquesta regió també s'anomena Pekosim segons el Rabbah 37.
Tot fa indicar que serien descendents d'un fill de Misraim anomenat Casluah, però la Bíblia no esmenta el seu nom. Se'ls ha identificat amb una tribu d'Egipte que, segons Heròdot i Estrabó, van emigrar cap a la Còlquida, a l'est del mar Negre. També hi ha teories coptes que apunten cap a l'antiga ciutat de Pelúsion, a Egipte, ja que segons aquesta tradició, els habitants d'aquella regió es deien kaslokh (en català "muntanya àrida"). El punt feble de la creença de l'Església Ortodoxa Copta és que quan es va desxifrar el codi de l'antic egipci a partir de la Pedra de Rosetta, es va conèixer que el mot correcte en egipci era tasrokh, nom diferent al de la cita de la Bíblia.
Flavi Josep esmenta la Casluhim al punt VI del capítol primer del seu Antiguitats judaiques, com un dels pobles egipcis que van patir la destrucció de les seves ciutats durant la
 les ciutats van ser destruïdes durant la guerra que hi va haver durant el regnat de Tuthmosis II amb Etiòpia, el que els va fer desaparèixer de la història.